# مجلس المرأة في الحوسبة
مجلس المرأة في الحوسبة (بالإنجليزية: Council on Women in Computing)‏ وتُعرف اختصارًا باسم ACM-W، تدعم وتحتفل وتدعو دولياً للمشاركة الكاملة للمرأة في جميع جوانب مجال الحوسبة، وتوفير مجموعة واسعة من البرامج والخدمات لأعضاء هذه الجمعية، والعمل في المجتمع بشكل أكبر لدفع مساهمات النساء التقنية، وتعد جمعية الحوسبة الآلية للسيدات منظمة نشطة تضم أكثر من 36000 عضو .